# 毛轴蹄盖蕨
毛轴蹄盖蕨（学名：Athyrium hirtirachis）为蹄盖蕨科蹄盖蕨属下的一个种。

## 扩展阅读
- 維基物種上的相關：毛轴蹄盖蕨